# Бронопол
Бронопол (2-бром-2-нитропропан-1,3-диол) — вещество, обладающее высокой антибактериальной биоцидной активностью и используемое как консервант в фармацевтической и косметической промышленности.
По внешнему виду бронопол представляет собой белый или почти белый порошок без запаха или со слабым характерным запахом.

## Получение
Бронопол получают путём реакции нитрометана с параформальдегидом в щелочной среде с последующим бромированием.

## Применение
Бронопол применяется как консервант в фармацевтических препаратах, косметических средствах и средствах личной гигиены. Бронопол используется как индивидуально, так и в сочетании с другими консервантами в концентрациях 0,01 — 0,1 % w/v, чаще всего концентрация бронопола составляет 0,02 % w/v.
Бронопол эффективен как в отношении грамположительных, так и грамотрицательных бактерий, включая синегнойную палочку (Pseudomonas aeruginosa), но относительно малоактивен против дрожжевых и плесневых грибов и практически не активен против бактериальных спор. На антимикробную активность бронопола не оказывает заметного влияния ни изменение pH в диапазоне 5,0 — 8,0, ни наличие анионных и неионогенных поверхностно-активных веществ, лецитина или белков.
Вещества, содержащие меркаптогруппы (-SH), снижают активность бронопола. Он несовместим с тиосульфатами, метабисульфитами, поверхностно-активными веществами, относящимися к аминооксидам и белковым гидролизатам. Также бронопол несовместим с алюминием, что необходимо учитывать при выборе упаковки для конечного продукта. В щелочной среде бронопол нестабилен.

## Безопасность
Несмотря на отдельные сообщения о раздражающем и сенсибилизирующем действии при местном применении, считается, что бронопол не является раздражителем и сенсибилизатором при концентрациях до 0,1 % w/v, а при концентрации 0,02 % w/v используется в гипоалергенной косметике. Сам по себе бронопол не является канцерогеном, но при взаимодействии с некоторыми аминами бронопол может образовывать нитрозамины, а при разложении выделять формальдегид.
Для уменьшения образования нитрозаминов целесообразно уменьшение концентрации бронопола до 0,01 % w/v и введение в рецептуру антиоксидантов, таких как альфа-токоферол или ионол.